# 桑原鶴
桑原 鶴（くわばら つる、1902年〈明治35年〉12月25日 - 1969年〈昭和44年〉7月28日）は、日本の外交官・文筆家。外交官としてはエジプト王国代理公使などを勤めた。外務省内にあって日独防共協定締結に反対し、太平洋戦争の無条件降伏による敗戦を予見して講和による終結を唱えたことで知られる。戦後は外務省を退官し在野で著述活動を行った。

## 経歴
群馬県利根郡川場村門前に生まれる。川場村尋常小学校を経て、旧制沼田中学校（現在の群馬県立沼田高等学校）から第一高等学校に進み、東京帝国大学法学部に入学。1924年高等文官試験外交科、翌1925年同行政科に合格。
1926年に外務省入省。イタリアや青島で在勤の後、1936年に公使館三等書記官としてアフガニスタンに赴任。同年日独防共協定が締結されるにあたって、英米との戦争に発展することを予見し、堀内謙介外務次官に対し締結に反対する建白書を提出するが斥けられる。そのためこれ以降叙勲および官等の昇進を辞退する。
1939年、エジプト王国代理公使に就任。ダンケルクの戦いに際しドイツの敗北の予測を本国に報告する。
1942年より総力戦研究所に出向し、早期講和論を提唱。1943年に総力戦研究所の規模縮小に伴い外務省へ戻る。
1944年1月から「大東亜戦争指導私論」の執筆を開始し、5月23日に松本俊一外務次官に提出するが「国家の一大事は一事務官の関すべき事項ではない」として拒絶される。総力戦研究所にも研究を求めたが川本邦雄主事から「勝味なき戦争という傍観者的態度の論策は現在の国を挙げて奮闘する時に取扱に困る」、小川貫爾所長から「今更始まった戦争の責任を論じて国家に何の益があるか。必勝の信念のなき戦争は始めてはならないという君の考え方は戦争の本質を知らない文官の議論で、戦争は勝負事であるからやってみるまではその勝敗は分かるものではなく、反対である」として取上げられなかった。桑原は12月にこれを謄写版で知り合いに配布し、翌1945年2月には細川護貞の手にも渡っていたことが『細川日記』同月27日条から確認できる。同書は近衛文麿のもとにも届けられ、近衛は桑原との会見を望んだが、桑原は近衛がゾルゲ事件を招いたことなどを非難して会見を拒んだという。
終戦後の1945年9月、外務省を退官。
1946年7月17日、吉田茂首相に「賠償問題に関する建白書」を提出。これは首相には上申されなかったが、大野勝巳参事官に回付され同年11月に賠償問題研究懇談会の結成に至った。加納百里（日本銀行）、玉井喬介（三菱重工）、田坂輝敬（日本製鐵）、荘原和作（東亜合成化学）、植村甲午郎（経団連事務局長）、河相達夫、大野勝巳、玉置敬三（商工省賠償実施局長）、櫛田光男（大蔵省理財局長）、平田敬一郎（内務省安定本部）、佐藤栄作（運輸省鉄道局長）、美濃部洋次、渋沢敬三、大橋薫（世界経済調査会）、郷司浩平（経済同友会事務局長）、木内信胤、長沼弘毅（大蔵省特殊財務局長）、蓮見幸雄（終戦連絡中央事務局賠償部総務課長）、貴島桃隆、中本龍明（国際文化会後内新産業連盟）、島津久大（外務省終戦連経中央事務局賠償局長）、太田輝男（東京銀行）、新田義実（三菱商事賠償室長）、山尾勝三（三井物産機械課工務事務所長代理）、小林次郎（貴族院書記官長）、大池真（衆議院書記官長）ら政官民から33名が出席したが開催はわずか2回にとどまった。
戦後は太平洋戦争の事実を明らかにし、それを教訓として戦後社会に生かしていくという「国体明徴運動」を提唱・展開した。
1960年以降山形県酒田市に寄留し、1969年に同地で心不全により死去。

## 著作
- 『新しき警察官のあり方』
- 『警察官の為の論語』1949年
- 『第三次世界大戦の規模様相』1950年
- 『第三次世界大戦は日本民族に何を要求するか 第一巻』1951年
- 『第三次世界大戦は日本民族に何を要求するか 第二巻』1952年
- 『勝味なき戦争―太平洋戦争指導私論―』1953年
- 『乞食三年』1959年

## 関連文献
- 成瀬恭『先見の明』 双葉社、1997年。